# Stelzenfliegen
Die Stelzenfliegen oder Stelzfliegen (Micropezidae) sind eine Familie der Zweiflügler (Diptera). Weltweit sind etwa 470 Arten bekannt, davon in Europa 22 und in Deutschland 13. Als Synonyme gelten: Calobatidae, Taeniapteridae, Tylidae und Trepidariidae. Aktuell werden 5 Unterfamilien mit 40 Gattungen unterschieden.
Die Familie zeigt ihren Verbreitungsschwerpunkt in den Tropen und Subtropen. Die Tiere finden sich meist an feuchten Stellen, wo sie auf Blättern oder Blüten sitzen oder stelzenartig herumlaufen.

## Merkmale
Der umgangssprachliche Name weist auf die besonders langen und den Körper stelzenartig tragenden Beine hin. Diese sind nicht selten auch noch besonders gefärbt oder mit Haarbüscheln versehen. Der Körper ist langgestreckt, der Kopf ist dorso-ventral abgeflacht mit großer Stirn. Ähnlich wie bei den Blasenkopffliegen (Conopidae) ist der männliche Geschlechtsapparat ventral nach vorne geklappt und deutlich zu sehen. Die Weibchen besitzen einen dolchartigen Eiablegeapparat (Ovipositor). Die Flügel sind bei etlichen Arten gezeichnet.

## Lebensweise
Über die Lebensweise der Larven ist wenig bekannt, sie scheinen phytophag oder saprophag zu sein. Einige Larven und Imagines konnten an vermodernden Pilzen entdeckt werden. Die Larven von Micropeza corrigiolata bohren sich in die Wurzeln von Hülsenfrüchtlern (Fabaceae).
Die erwachsenen Tiere (Imagines) sind entweder Räuber kleiner Insekten oder lassen sich auf Exkrementen und an reifen Früchten nieder.
Besonders bemerkenswert ist das Ansitzverhalten der Männchen. Während der Körper in Ruhe verharrt, bewegen die Tiere die meist markanten Vorderbeine durch die Luft. Möglicherweise handelt es sich um ein Werbeverhalten.

## Systematik
Die folgenden Gattungen und Arten sind in Europa heimisch:
Gattung Calobata [= Trepidaria]

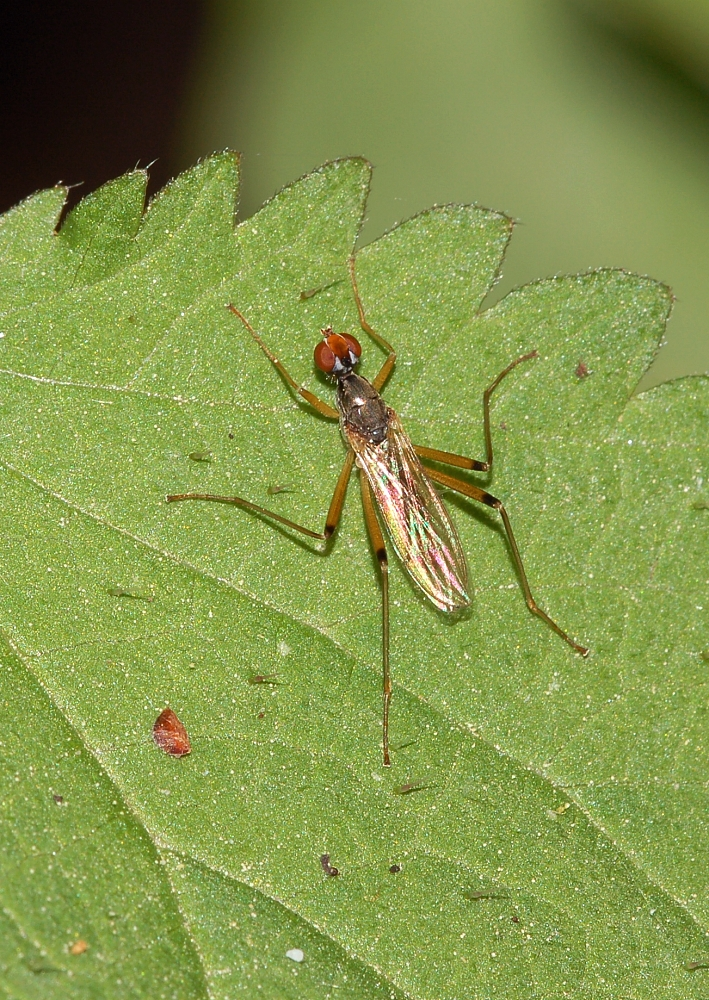
Wahrscheinlich Neria cibaria, Männchen

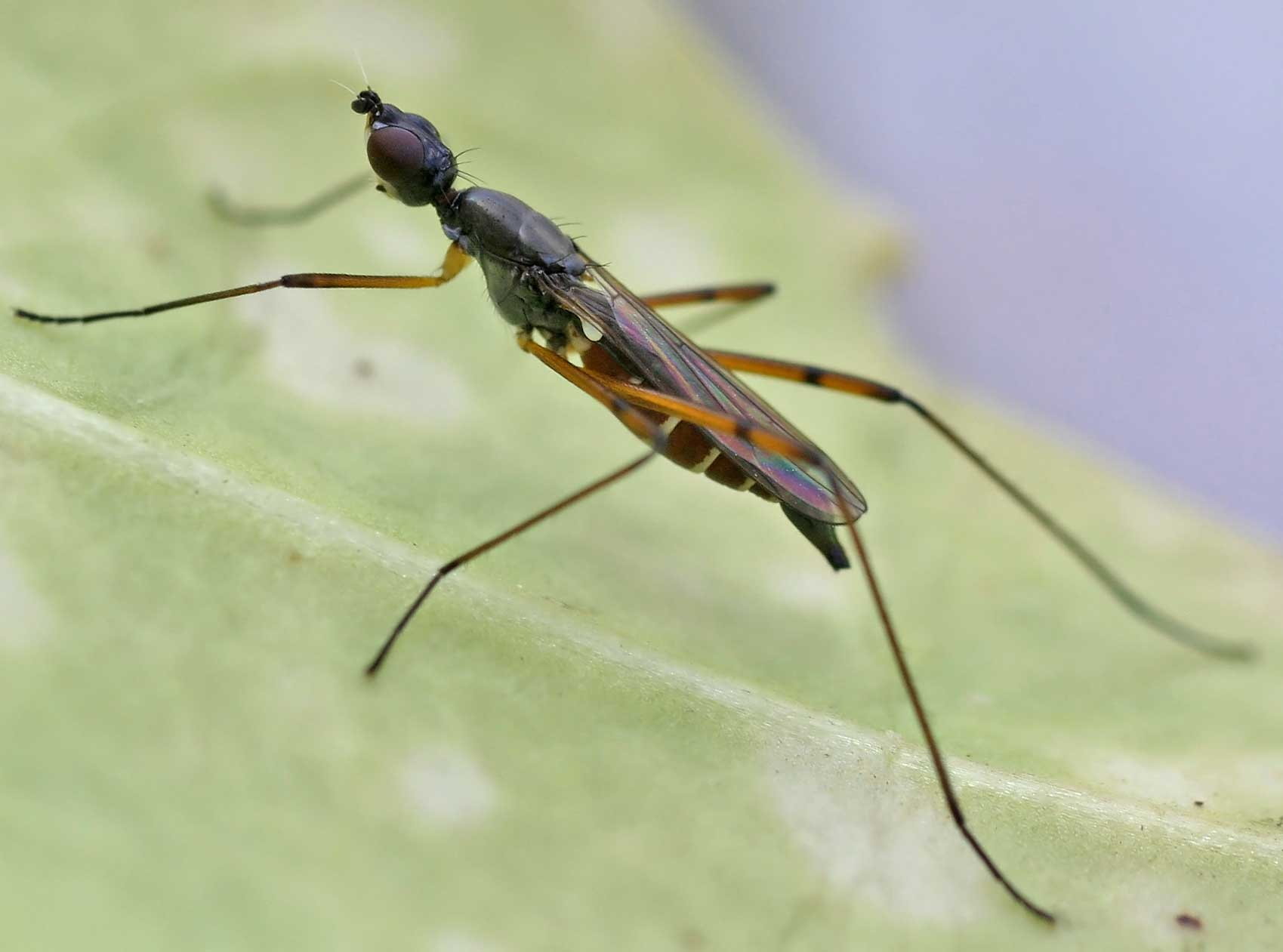
Micropeza corrigiolata, Weibchen

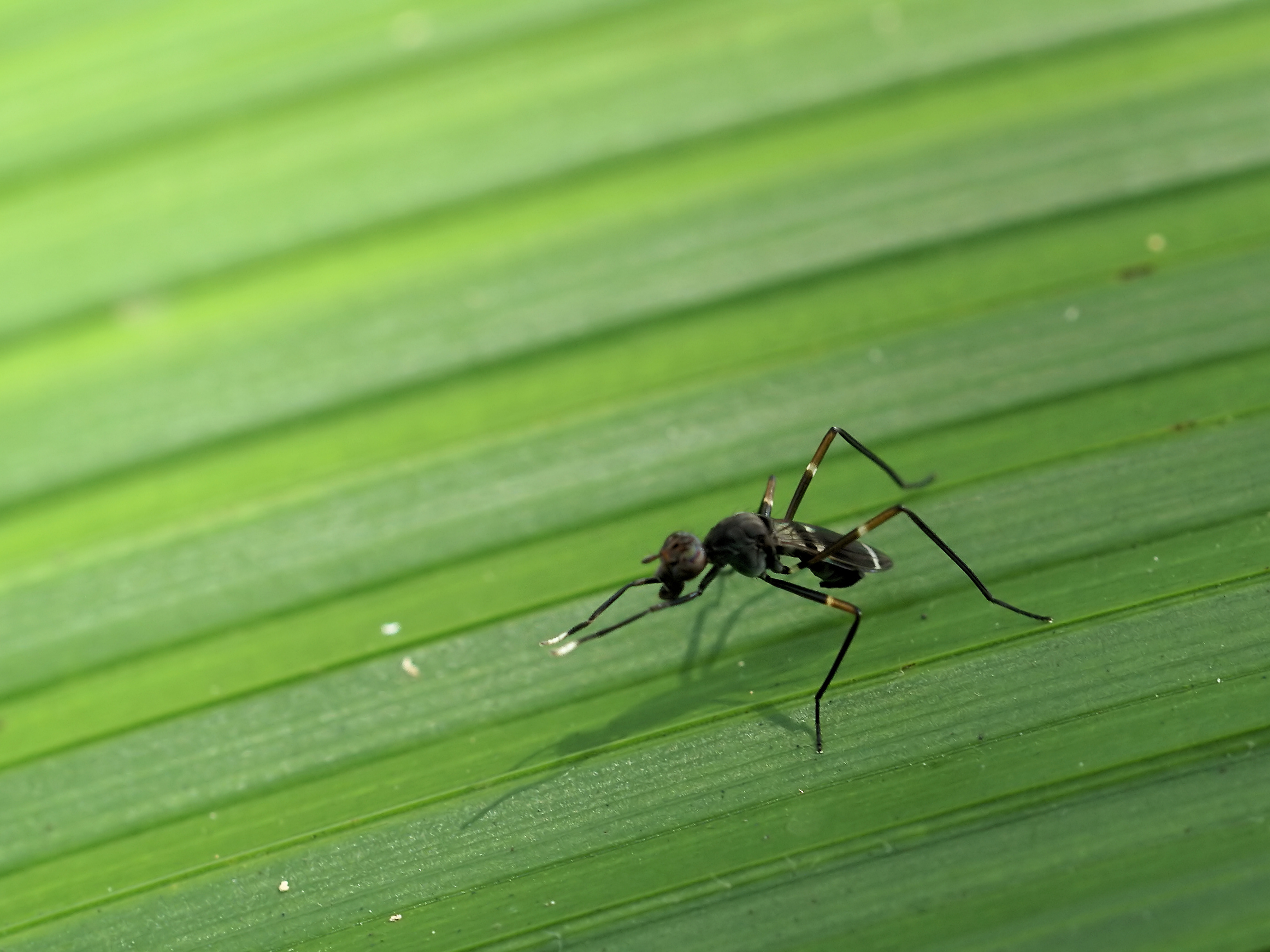
Taeniaptera lasciva

- Calobata petronella (Linnaeus 1761) [= Trepidaria]

Gattung Cnodacophora 
- Cnodacophora sellata (Meigen 1826) [= adusta (Loew, 1870)]
- Cnodacophora stylifera (Loew 1870)

Gattung Micropeza [= Tylos]
- Micropeza angustipennis Loew 1868
- Micropeza atripes Bezzi 1895
- Micropeza brevipennis von Roser 1840
- Micropeza cingulata Loew 1868
- Micropeza corrigiolata (Linnaeus 1767)
- Micropeza grallatrix Loew 1868
- Micropeza hispanica Bigot 1886
- Micropeza kawalii Gimmerthal 1847
- Micropeza lateralis Meigen 1826

Gattung Neria [= Calobatella, Compsobata]
- Neria cibaria (Linnaeus 1761)
- Neria commutata (Czerny 1930) [= nigricornis auct., nec. (Zetterstedt, 1838)]
- Neria dentigera (Loew 1854)
- Neria ephippium (Fabricius 1794)
- Neria femoralis (Meigen 1826)
- Neria longiceps (Loew 1870)
- Neria nigricornis (Zetterstedt 1838)
- Neria octoannulata (Strobl 1899)

Gattung Rainieria
- Rainieria calceata (Fallén 1820)
- Rainieria latifrons (Loew 1870)

Die australischen Arten werden wie folgt unterteilt:
Unterfamilie Calycopteryginae
- - Gattung Calycopteryx
    - Calycopteryx moseleyi

Unterfamilie Eurybatinae
- Tribus Metopochetini
  - Gattung Metopochetus
  - Gattung Badisis
    - Badisis ambulans
- Tribus Eurybatini
  - Gattung Cothornobata
  - Gattung Crepidochetus

Unterfamilie Taeniapterinae
- - Gattung Mimegralla

## Fossile Belege
Fossile Stelzenfliegen sind ausschließlich aus Einschlüssen in Bernstein tertiärer Lagerstätten bekannt, aber auch hier äußerst selten. Die wenigen beschriebenen Art stammen aus eozänem Baltischen Bernstein. Nicht bestimmte Vertreter der Familie wurden überdies im etwas jüngeren Mexikanischen und Sizilianischen Bernstein gefunden.